# Милена Павлович-Барили
Милена Павлович-Барили (на сръбска латиница: Milena Pavlović-Barili или Barilli; на сръбска кирилица: Милена Павловић-Барили) e сръбска художничка и поетеса, най-значимата жена в сръбския модернизъм.

## Биография
Родена е в семейството на италианския композитор Бруно Барили и сръбкинята Даница Павлович, издънка на династията Караджорджевичи. Майката е следвала изкуство, самата Милена учи в Кралското художествено училище в Белград (1922 – 1926) и в Мюнхен (1926 – 1928).
В началото на 1930-те Милена Павлович-Барили напуска Сърбия и до избухването на Втората световна война се връща в родината си само за кратки посещения. По време на престоите ѝ в Испания, Рим, Париж и Лондон, където се сближава с Жан Кокто и Андре Бретон, тя е повлияна от западните школи в изкуството и от художници като Джорджо де Кирико. След 1939 година тя остава за постоянно в Ню Йорк, където почива през 1945 година след инцидент по време на езда.

## Творчество
Темите, застъпени в изкуството на Милена Павлович-Барили, варират от портрети и автопортрети до творчески интерпретации на библейски сюжети. Мотивите често включват мечтателни образи и ситуации, воали, ангели, статуи на богинята Венера и Арлекини. Много от творбите ѝ са част от постоянни изложби в Рим, Ню Йорк, Белградския музей за съвременно изкуство, и в музея в родния ѝ град Пожаревац. Къщата в Пожаревац, в която тя е родена, е превърната в музей в нейна чест.
- „Автопортрет“, 1938
- „Автопортрет“, 1939
- „Акт с огледало“
- „Горещо розово и хладно сиво“, 1940
- Предните страници на Vogue и роклята, която Милена създаде